# Hrvatska akademija Amerike
Hrvatska akademija Amerike (HAA; eng. The Croatian Academy of America) je neprofitna organizacija koja okuplja intelektualce hrvatskih korijena na području SAD-a. Osnovana je u 19. travnja 1953., a registrirana u New Yorku 17. prosinca 1956.

Svrha za Akademije je obrazovanje članova i javnosti općenito o hrvatskoj književnosti, kulturi i povijesti. U Preambuli HAA-e stoji:
»Nadahnuti ustrajnom željom hrvatskog naroda za njegovim pravim dostojanstvom pred svim ljudima, shvaćajući da niti jedan narod ne može dati odgovoran doprinos mirnom i demokratskom svijetu, a da nije slobodno samoodređen, tj. obdaren pravom izbora vlastite suverene države, prisjećajući se da je hrvatska sloboda stoljećima bila suzbijana tiranijom izbana i iznutra, svjesni da uskraćivanje slobode kod kuće zahtijeva očuvanje nacionalnog genija u inozemstvu, svjesni da je prijateljsko skrbništvo nad pravednim težnjama ljudi uvijek bilo nadahnućem američkog gostoprimstva, ovime osnivamo i konstituiramo Hrvatsku akademiju Amerike.«
Među utemeljiteljima navode se novinar Karlo Mirth, koji je 1947. u Rimu pokrenuo bilten Croatia Press, dominikanac Hijacint Eterović, povjesničar Jere Jareb, književnik Antun Nizeteo, sociolog Clement S. Mihanovich, publicist Stanko Vujica, filolog Vinko Grubišić, pravnik Fedor Cicak. Za prvoga predsjednika je izabran Clement Mihanovich, a za tajnika Jere Jareb. Od 1960. Akademija izdaje Journal of Croatian Studies (hrv. Časopis hrvatskih studija) koji je posvećen hrvatskoj povijesti i kulturi. Na španjolskome izdaje časopis Studia Croatica. Za rad na kulturnom i znanstvenom polju Akademiji je dodijeljena Povelja države New York.